# 郭霞
郭霞，北京工业大学电子信息与控制工程学院教授，长江学者特聘教授，主要从事半导体光电子器件和器件物理的研究，曾承担中国国家“973”等项目。郭霞于2003年获得北京工业大学博士学位，并留校工作。曾作为访问学者在美国加州大学洛杉矶分校从事学术研究。